# W (televizní seriál)
W (v korejském originále 더블유, Deobeuryu) je jihokorejský televizní seriál z roku 2016, v němž hrají I Čong-sok a Han Hjo-džu. Vysílán byl na MBC TV od 20. července do 14. září 2016 každou středu a čtvrtek v 22:00 pro 16 epizod.

## Obsazení
- I Čong-sok jako Gang Čchol
- Han Hjo-džu jako O Jon-džu